# Leben des heiligen Ivo Hélory (Moncontour)

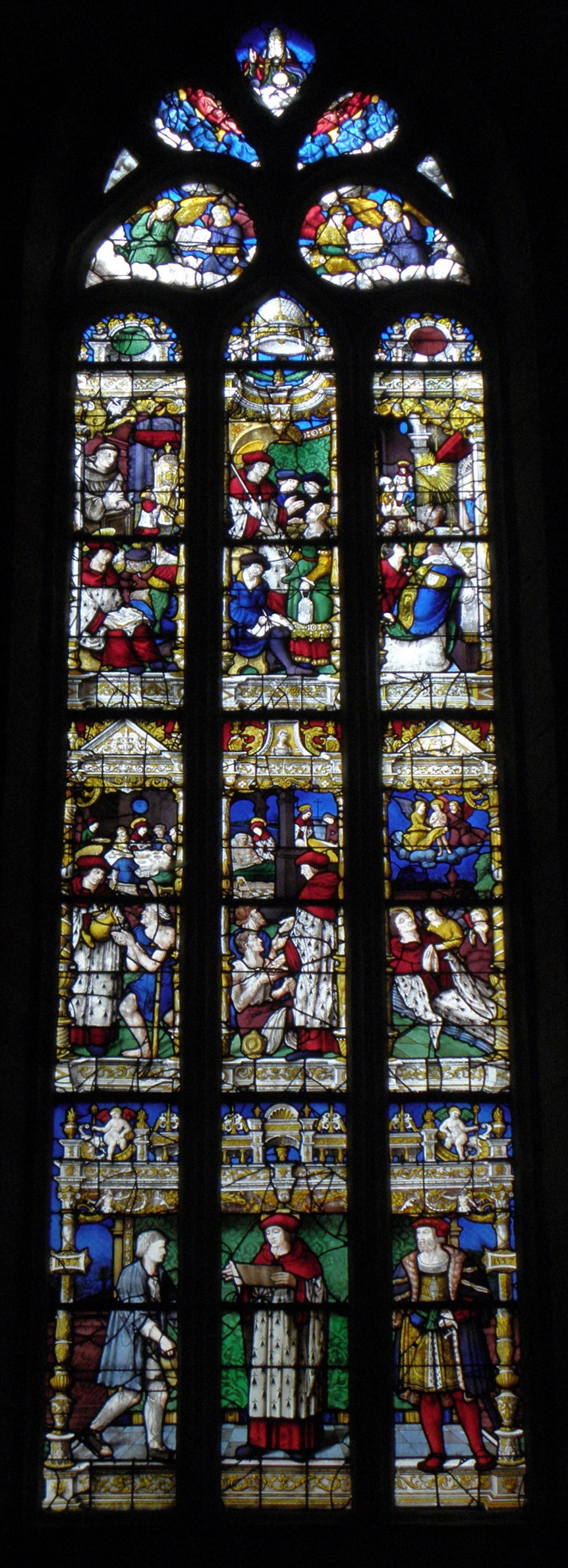
Fenster Leben des heiligen Ivo Hélory in Moncontour

Das Fenster Leben des heiligen Ivo Hélory in der katholischen Kirche Notre-Dame-St-Mathurin in Moncontour, einer französischen Gemeinde im Département Côtes-d’Armor in der Region Bretagne, wurde 1537 geschaffen. Das Bleiglasfenster wurde 1862 als Monument historique in die Liste der Baudenkmäler in Frankreich aufgenommen.
Das Fenster im Chor wurde von einer unbekannten Werkstatt geschaffen. Es zeigt verschiedene Szenen aus dem Leben des heiligen Ivo Hélory († 1303). 
Neben dem Fenster Leben des heiligen Ivo Hélory sind noch fünf weitere Fenster aus der Zeit der Renaissance in der Kirche erhalten (siehe Navigationsleiste).

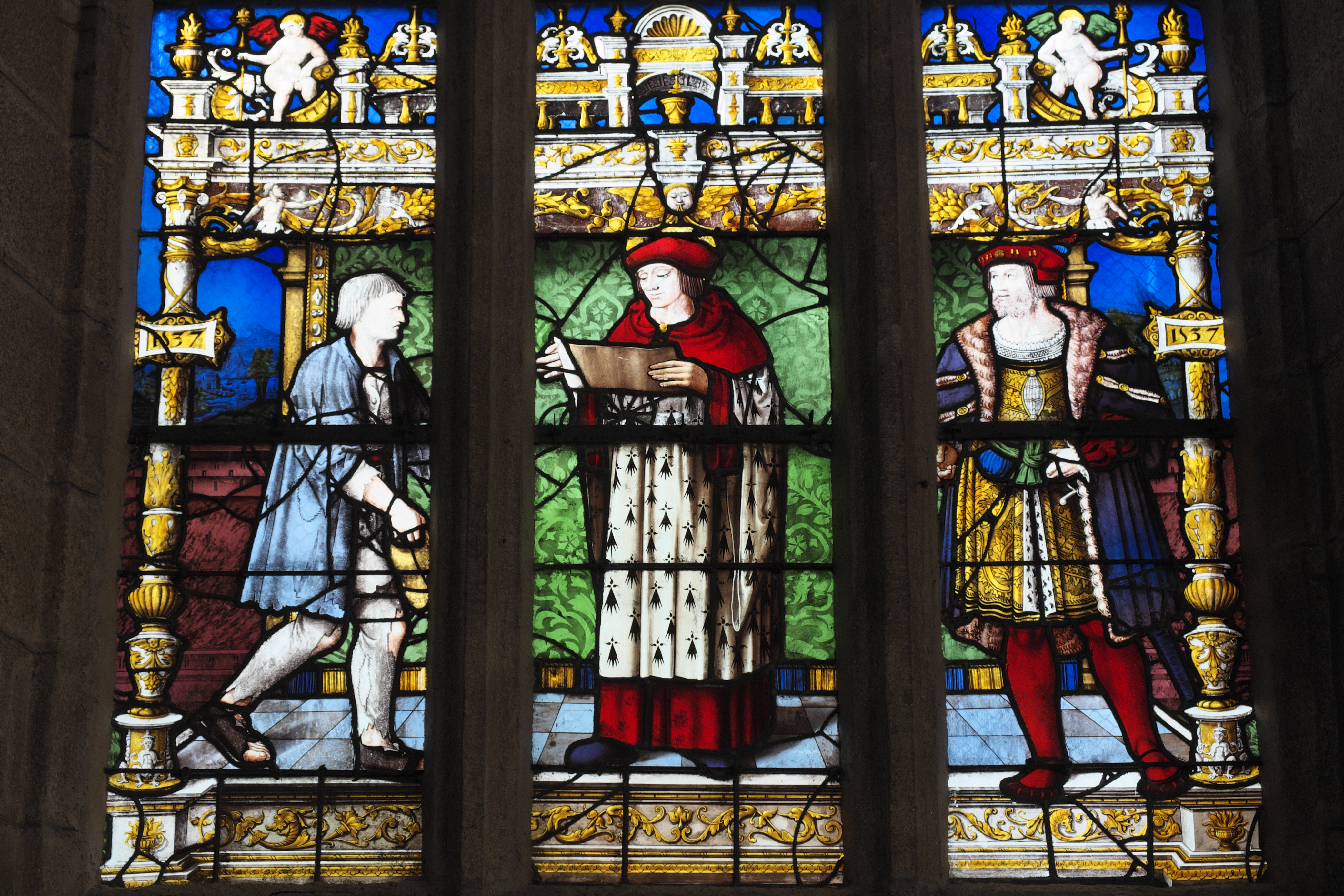
Ivo in seinem Richteramt: Der Reiche an seiner rechten Seite, dessen Goldmünzen Ivo nicht annimmt, versucht Ivo zu bestechen. Stattdessen wendet er sich dem Armen an seiner linken Seite zu. An den Säulen links und rechts außen die Jahreszahl 1537.
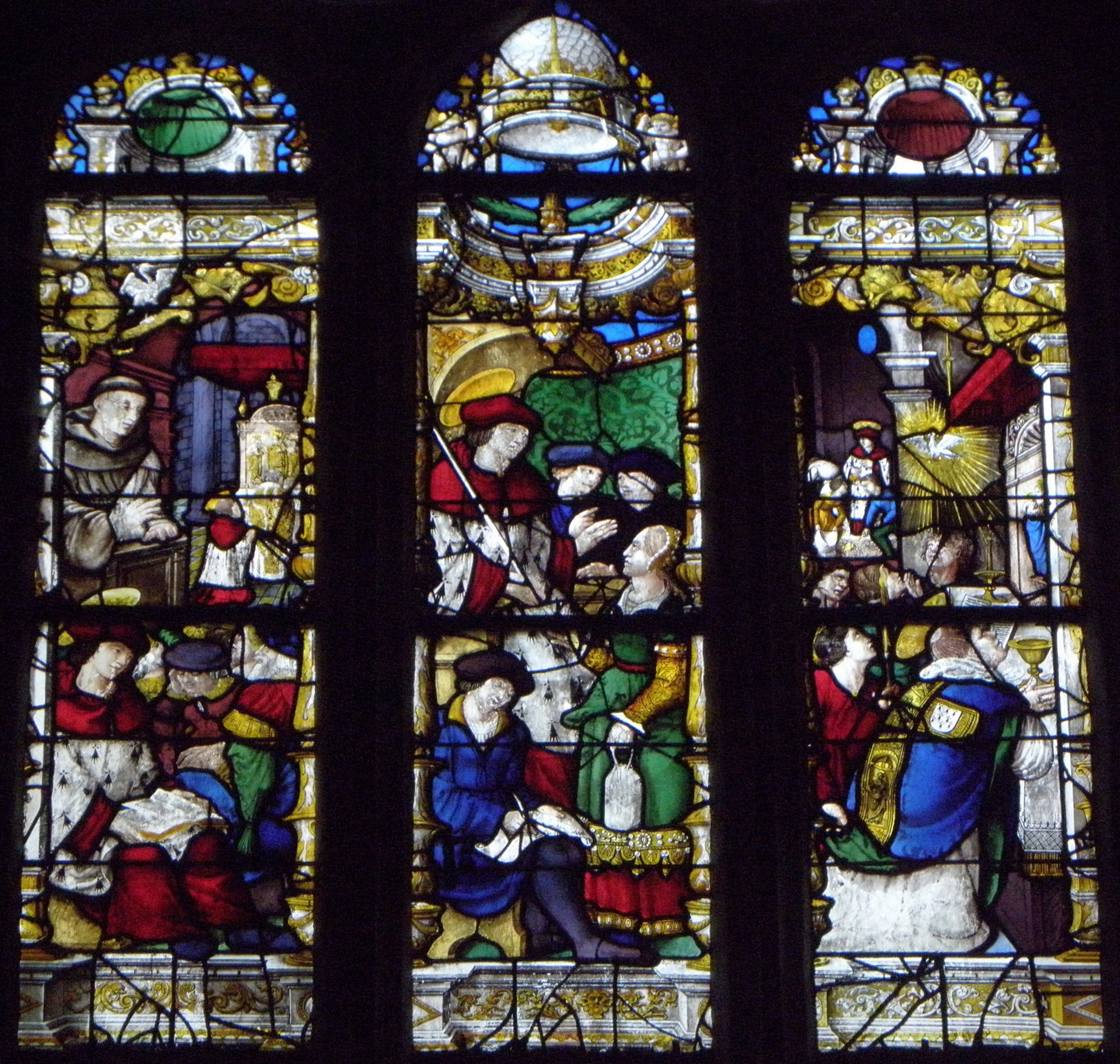
Ivo hört die Rede eines Franziskaners (links); Ivo vollbringt ein Wunder (Mitte); Ivo bei einer Messe (rechts)

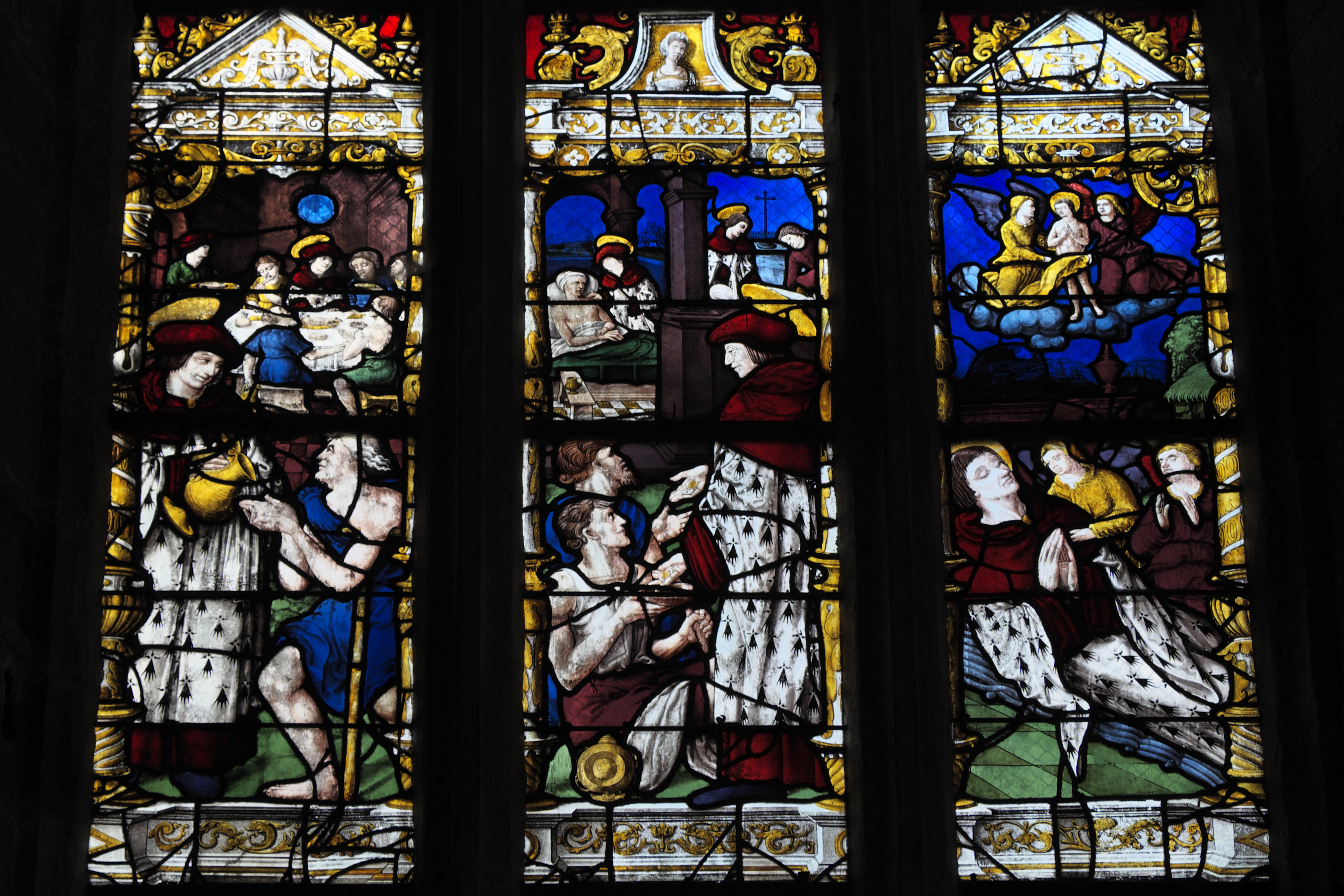
Ivo speist die Armen; Ivo stirbt und wird von Engeln in den Himmel geleitet (rechts außen)
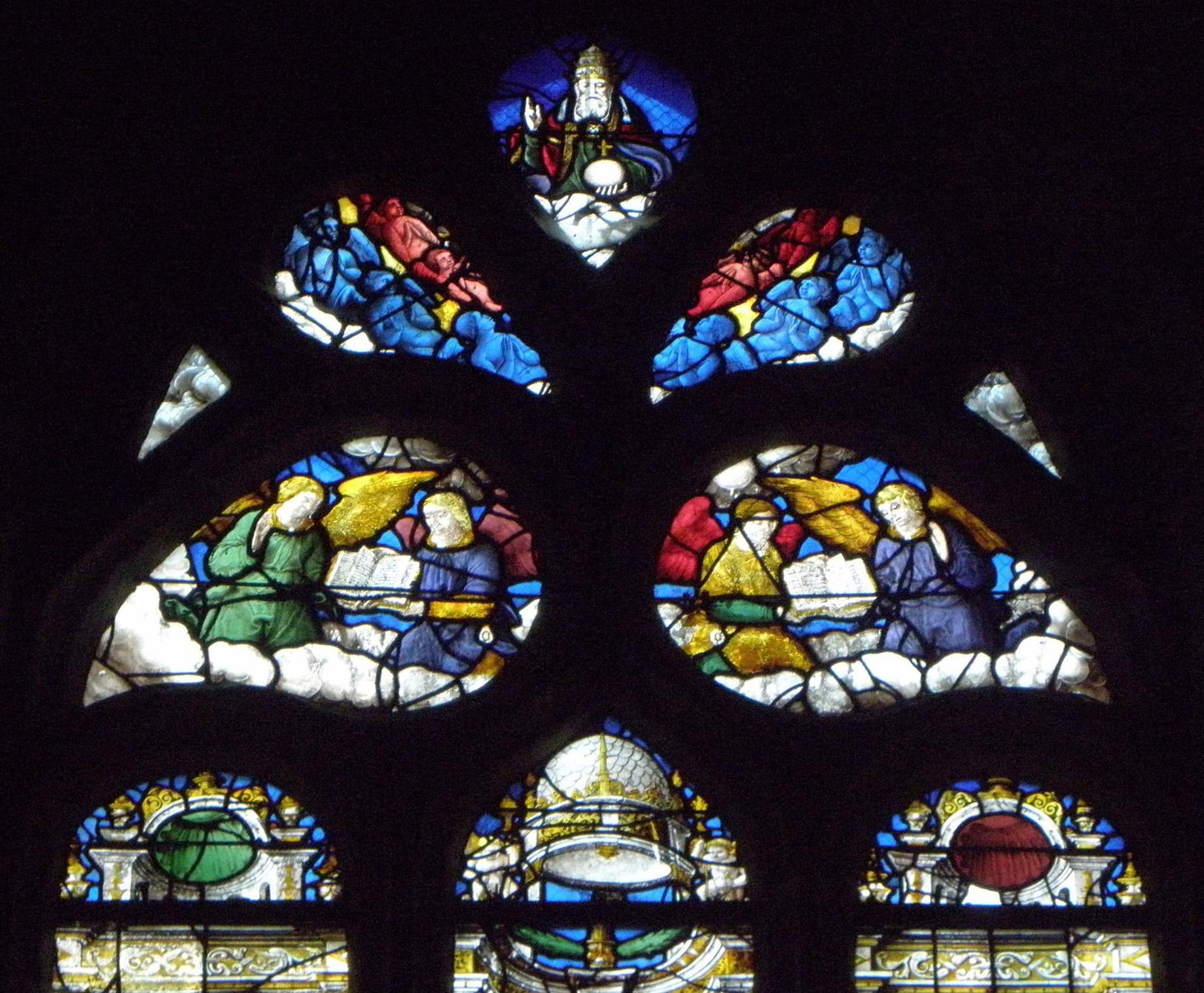
Maßwerk mit Gottvater und Engeln